# Recensement de 2020-2021 en Russie

L'emblème national du recensement de la population de 2020.

Le recensement russe de 2020-2021 est un recensement organisé en 2021, après report d'un an à cause de la covid, par Rosstat et qui a pour but de recenser la population russe. Il s'agit du troisième recensement organisé en Russie depuis la dislocation de l'URSS. Par rapport au recensement de 2010, la population a augmenté de 4 276 923 personnes avec en 2021 une population totale de  147 182 123 personnes.